# Sheila Greibach
Sheila Adele Greibach (Nova Iorque, 6 de outubro de 1939) é uma matemática estadunidense, que trabalha principalmente com ciência da computação teórica. A forma normal de Greibach leva seu nome.
Sheila Greibach obteve um Ph.D. em matemática aplicada na Universidade Harvard em 1963, orientada por Anthony Oettinger, com a tese Inverses of Phrase Structure Generators. Em 1969 foi para a Universidade da Califórnia em Los Angeles (UCLA), onde é desde 1970 professora do Computer Science Department.
Dentre seus alunos consta Ronald Vernon Book, Michael John Fischer e Jean Gallier.